# Hydriomena olivata
Hydriomena olivata là một loài bướm đêm trong họ Geometridae.